# Star Wars: Vzestup Skywalkera
Star Wars: Vzestup Skywalkera (v anglickém originále Star Wars: The Rise of Skywalker) je americký sci-fi film z roku 2019, v pořadí devátý a zároveň poslední díl hlavní ságy světa Star Wars. Snímek režíroval J. J. Abrams, který se také podílel na jeho scénáři. Film produkovala společnost Lucasfilm, distributorem byla Walt Disney Studios Motion Pictures. Do amerických kin byl uveden 20. prosince 2019. Snímek sleduje události po filmu Star Wars: Poslední z Jediů (2017).
Dne 12. dubna společnost Walt Disney oznámila podtitul The Rise of Skywalker a základní dějové informace. Stalo se tak na setkání fanoušků Star Wars v Chicagu, kde byl uveřejněn první teaser. Společnost mimo jiné představila novou postavu se jménem Jannah, mladou a nerozhodnou ženu, kterou hrála Naomi Ackieová, či nového droida D-0.
Film byl natáčen, stejně jako dvě předchozí epizody, ve studiích Pinewood nedaleko Londýna. Pouštní scény vznikly v Jordánsku.

## Děj
Po celé galaxii se objevuje zpráva od údajně mrtvého bývalého císaře Palpatina. Palpatine slibuje svůj návrat a pomstu. Ben Solo/Kylo Ren, nejvyšší vůdce zlotřilého Prvního řádu, je odhodlán se s touto hrozbou vypořádat. Z toho důvodu na planetě Mustafar nalézá Vaderův sithský trasovač, který jej následně zavede na Exegol, pustou planetu v Neznámých oblastech galaxie. Zde nalézá starý sithský chrám, kultisty a ukrývajícího se Palpatina, značně zdegenerovaného a na podpoře života. Jedná se o císařův klon, do nějž si Palpatine v okamžiku své smrti na konci šesté epizody přenesl pomocí Síly své vědomí. Klonované tělo však není schopno vydržet mysl jedince citlivého na Sílu, a proto císař pomalu umírá. Za ta dlouhá léta v ústranní stvořil Snoka jako svou loutku a za pomocí svých fanatických kultistů vybudoval obrovskou flotilu destruktorů, kterou nazval Konečný řád. Kylovi slíbí, že pokud zabije Rey, flotila bude jeho a stane se novým císařem.
Na scénu pak přichází Millenium Falcon s Poem, Finnem a Chewbaccou na palubě. Ti dostávají zprávu od špiona Prvního řádu, avšak jsou nuceni uprchnout v hyperprostoru. Mezitím, na planetě Ajan Kloss na tajné základně Odboje, generálka Leia Organa trénuje mladou Rey, která je poslední nadějí řádu Jedi a celé galaxie. Ale nijak se jí nedaří, hlasy Jediů z minulosti neslyší a na překážkové dráze ji ruší vzpomínky. Kvůli tomu trvá na názoru, že nedokáže přinést galaxii svobodu.
Když dorazí Millenium Falcon, dozvídá se Odboj šokující informace ze zprávy od špiona. Císař Palpatine se díky sithskému klonování vrátil a se svou novou flotilou zahájí za šestnáct hodin útok na všechny svobodné světy. Odboj je nucen zachránit galaxii, ale nezná cestu k císařovi. Rey se zmíní o tom, že v Jedijských svazcích z Ahch-To se píše, že existují dva sithské trasovače, které by jim mohly pomoct dostat se k Palpatinovi. Také se zmíní o tom, že Luke Skywalker se je kdysi pokoušel najít, ale neúspěšně. Rey, Finn, Poe, Chewbacca, BB-8 a C-3PO vyrážejí na odlehlou poušť na planetě Pasaana, kde Luke Skywalker kdysi trasovač hledal. Na Pasaaně se s Rey přes Sílu spojí Kylo Ren, který jí prorokuje, že příště se už k němu přidá. Následně Rey strhne z krku náhrdelník, který dostala od místních, a objeví se v jeho vlastní ruce – faktická teleportace pomocí pouta v Síle, které je mezi Kylem a Rey. Následně vyráží na Pasaanu a kontaktuje místní hlídky.
Naši hrdinové se setkávají s Landem Calrissianem, bývalým rebelským generálem, který momentálně žije v ústraní. Ten jim vysvětlí, že kdysi pomáhal Lukovi v hledání trasovače. Přes půlku galaxie sledovali lovce Jediů Ochiho z Bestoonu, který měl spojitost s trasovači, ale právě na Pasaaně ztratili stopu. Následně je navede k Ochiho lodi, ale v patách jim jsou vojáci Prvního řádu. Společně propadnou tekutým pískem do jeskyně, kde Rey nalézá Ochiho mrtvolu a dýku se sithskými rytinami. C-3PO je sice překladatelský droid, ale kvůli blokovacímu protokolu z dob Staré republiky není schopen rytiny přečíst. Následně nalézají obrovského hada s hlubokou ránou, ale tu je Rey schopna pomocí Síly vyléčit, za což jim had umožní vystoupit ven. Všichni pak prchají do Ochiho lodě, jen Rey vyčkává na Kyla, s nímž se následně střetne. Chewbaccu mezitím zajmou Rytíři z Renu a odvedou do vojenského transportéru, který odlétá. Pomocí Síly se o něj Rey přetahuje s Kylem, ale Rey znenadání z ruky vyšlehnou sithské blesky a transportér exploduje. Rey je tím zdrcena, ale společně s hrdiny odlétají pryč. Přiznává, že měla vizi, jak spolu s Kylem usedá na sithský trůn.
Sithskou dýku měl u sebe Chewbacca, který i s transportérem explodoval. Neví, kam jít dál, ale C-3PO oznámí, že nápis má uložený v paměti, ale kvůli protokolu jej nemůže přeložit. Díky Poevu návrhu odlétají na planetu Kijimi, kde by měla být pomoc. Zde se setkávají s pašeračkou Zorii Bliss, se kterou měl kdysi Poe spor – ostatně sám býval pašerák koření. Zori jim přesto pomůže a odvede je k mechanikovi Babu Frikovi. Babu Frik hackne protokol C-3PO a zjišťují, že trasovač se nachází na Kef Biru, jednom z měsíců planety Endor, kde se odehrála poslední bitva s Impériem, a kam se zřítily trosky druhé Hvězdy smrti. K přesnému zjištění umístění trasovače však potřebují sithskou dýku. Ke Kijimi následně přiletí destruktor Prvního řádu a Rey zjišťuje, že Chewbacca žije – byl v jiném transportéru. Hrdinové se následně vydávají na destruktor.
Poe a Finn jdou hledat Chewbaccu, zatímco Rey dýku. V Kylově kajutě, kde dýku nalézá, se s Rey opět pomocí Síly spojí Kylo a vysvětlí jí zbytek jejího příběhu. Její rodiče ji prodali z toho důvodu, aby ji ochránili před Palpatinem. Odmítli říct, kde ji prodali, a proto císař vyslal lovce Ochiho, aby je zabil, což úspěšně splnil. Ochi měl následně zabít i Rey, ale ztroskotal na Pasaaně, kde následně zemřel. Rey nicméně nechápe, proč ji chtěl Palpatine zabít. Kylo dorazí na destruktor a osobně jí vysvětlí, že je vnučkou samotného císaře, neboť její otec byl nepovedeným klonem Palpatina, jehož nechal odejít a svobodně žít (byl to tedy císařův „syn“). Jelikož je Kylo vnukem Dartha Vadera a Rey vnučkou Palpatina, jsou společně zcela unikátní dyádou v Síle.
Poe, Finn a Chewbacca mezitím zjišťují, že jejich tajný spojenec a špion je generál Hux. Nejde mu o pád Prvního řádu, nýbrž o pád Kyla, vůči němuž drží nenávist (Kylo zcela podrývá Huxovu autoritu). Následně je Hux odvede do Millenium Falcon, který První řád též vzal z Pasaany s sebou. Nastoupí na palubu a naberou Rey, která znovu váhala, zda se ke Kylovi přidat – už se zdálo, že ano. Hrdinové se pak vydávají na měsíc Kef Bir, kde se seznámí s Jannah, bývalou členkou Prvního řádu, která stejně jako Finn uprchla (ve vystřižené scéně je vysvětleno, že se jedná o Landovu ztracenou dceru). Pomocí sithské dýky zjišťují polohu trasovače – v trůnní místnosti trosek druhé Hvězdy smrti. Tam se Rey vydává sama a v skryté místnosti nalézá Palpatinův sithský trasovač, ale kvůli vizím své temné verze trasovač upouští na zem – kde jej chytí Kylo Ren, který Rey sledoval.
Mezi Kylem a Rey se rozpoutá strhující souboj na troskách Hvězdy smrti v rozbouřeném moři. Generálka Leia Organa se pomocí Síly naposledy pokouší přivést svého syna zpět k dobru, ale vyčerpáním umírá. Kylo, znejistěn hlasem své matky, souboj prohrává a Rey jej probodne světelným mečem. Vzápětí vezme trasovač, vyléčí Kyla pomocí Síly, vysvětlí mu, že se k němu chtěla přidat – ale ne k Renovi, nýbrž k Benovi – a sama odlétá Kylovou stíhačkou na Ahch-To. Kylovi se zjeví vzpomínka na jeho otce, která jej konečně přivede zpět na světlo. Kylo se znovu stává Benem Solem a odhazuje svůj rudý světelný meč do moře. Finn, Poe, Jannah a Chewbacca mezitím odlétají zpátky na základnu Odboje, kde se dozvídají šokující informaci o smrti Leii. Poe je jmenován novým generálem.
Na planetě Ahch-To přistává Rey, ničí Kylovu stíhačku a hází svůj světelný meč do plamenů. Duch Luka Skywalkera meč včas chytí a začne promlouvat s Rey. Rey se chce ukrýt jako kdysi Luke, protože se bojí sama sebe a své moci, ale Luke začne oponovat. Kdysi trénoval svou sestru Leiu, ale ta s tréninkem přestala, když vycítila, že až stane na konci své cesty, její budoucí syn zemře. Dala svůj světelný meč Lukovi s tím, že jednou si jej vezme někdo, kdo její cestu dokončí. Právě Rey měla dokončit její cestu. Také jí řekne, že se musí postavit Palpatinovi, protože každá generace má svůj boj, a Reyiným bojem je císař. Odevzdá jí Leiin světelný meč a z vody pomocí Síly vytáhne svůj starý X-Wing, na jehož palubě s pomocí druhého trasovače vyráží na Exegol. Na základně Odboje se mezitím snaží lokalizovat Rey a Poe se přiznává, že není schopen vést celý Odboj, ale Lando Calrissian, který se přidává k Odboji, jej přesvědčí o opaku. Odboj dostává souřadnice Exegolu od Rey a vyráží na finální bitvu, zatímco Lando a Chewbacca odlétají v Millenium Falconu shánět posily po celé galaxii.
Na Exegolu se Rey střetává s Palpatinem. Ten ji přesvědčuje o tom, že sithský trůn a vláda nad galaxií je jejím dědictvím a osudem. Rey nejprve odmítá, ale jakmile vidí, že Odboj v bitvě s Konečným řádem drtivě prohrává, přijímá. Na Exegol se mezitím též dostaví Ben Solo, který je odhodlán zničit císaře společně s Rey. Je ale napaden jeho bývalými Rytíři z Renu. Během rituálu, kdy má Rey zabít Palpatina a odpřisáhnout věrnost Sithům, se Lukův světelný meč pomocí dyády v Síle přemístí do ruky Bena, který pobije Rytíře a sama Rey tasí Leiin meč. Ben jí přijde na pomoc, ale císař začne vysávat životní Sílu z Reyiny a Benovy dyády, čímž uzdravuje své tělo. Přehodnotí svůj plán – hodlá zabít Rey i Bena, aby sám mohl vládnout galaxii.
Odboj se neúspěšně pokouší zničit flotilu Konečného řádu a zdá se, že bude brzy zničen. Lando však přilétá na pomoc s obrovskou flotilou, která čítá tisíce různých lodí z celé galaxie. Síly jsou vyrovnány.
Palpatine, opět se zcela zdravým a mocným tělem, odhodí Bena do propasti, zatímco pomocí obrovských blesků udeří do lodí Odboje. K vysílené Rey promluví různí Jediové minulosti (Anakin Skywalker, Luke Skywalker, Obi-Wan Kenobi, Yoda, Ahsoka Tano, Kanan Jarrus, Qui-Gon Jinn, Mace Windu a další) a dodají jí nové odhodlání. Rey se postaví císaři, pomocí dvou světelných mečů odrazí jeho blesky a tím jej definitivně a navždy zabíjí. Chrám se začne hroutit a kultisté jsou zavaleni troskami zdí. Konečný řád je zničen a Odboj vítězí. Rey však vysílená padá na zem a umírá. Ben se za ní dobelhá a pomocí léčení Silou jí předá zbytky svého života. Rey vstane a políbí se s Benem. Ben následně umírá a jeho i Leiino tělo mizí.
Odboj zvítězil, v galaxii opět vládne mír a svoboda. Celý film končí na planetě Tatooine, na farmě, kde žil Luke Skywalker. Zde Rey pohřbí Lukův i Leiin světelný meč hluboko pod zem, zatímco sama tasí svůj žlutý meč vyrobený z její hole. Poté ji potká místní obyvatelka, stařena, která tvrdí, že tu již dlouhá léta nikdo nebyl a posléze se jí zeptá na to, jak se jmenuje. Rey, která v dálce uvidí duchy Luka a Leiy, odpoví Rey Skywalker. Tím dá najevo, že nezáleží na tom, kdo je, ale na tom, jaká je ve svém srdci. Stává se tak pokračovatelem linie Skywalkerů. Rey a BB-8 sledují západ dvou sluncí.

## Obsazení
- Daisy Ridley (v českém znění Eva Josefíková) jako Rey, mladá Jedi, nová naděje na záchranu galaxie
- Adam Driver (v českém znění Štěpán Benoni) jako Kylo Ren (Ben Solo), nejvyšší vůdce Prvního řádu
- Ian McDiarmid (v českém znění Jiří Plachý) jako Císař Palpatine, lord ze Sith, který chce obnovit řád
- Mark Hamill (v českém znění Michal Dlouhý) jako Luke Skywalker, mistr Jedi
- Carrie Fisher (v českém znění Milena Steinmasslová) jako Leia Organa, generálka odboje a po smrti Luka nová mistryně Rey
- John Boyega (v českém znění Filip Tomsa) jako Finn, bývalý stromtrooper prvního řádu
- Oscar Isaac (v českém znění Filip Blažek) jako Poe Dameron, pilot odboje a po smrti generálky Leii nový generál odboje
- Joonas Suotamo jako Chewbacca, kopilot lodě Millenium Falcon
- Anthony Daniels (v českém znění Jaroslav Plesl) jako C-3PO, protokolárni droid
- Domhnall Gleeson (v českém znění Radek Valenta) jako generál Armitage Hux
- Richard E. Grant (v českém znění Jan Szymik) jako nejvyšší generál Pryde
- Billy Dee Williams (v českém znění Miloslav Mejzlík) jako Lando Calrissian, povstalecký generál, pilot a veterán
- Kelly Marie Tran (v českém znění Kateřina Bohatová) jako Rose Tico, členka odboje
- Keri Russel (v českém znění Zuzana Vejvodová) jako Zorii Bliss, pašeračka, dávná přítelkyně Poa Damerona
- Naomi Ackie (v českém znění Petra Tenorová) jako Jannah, bývalá stormtrooperka Prvního řádu
- Lupita Nyong'o (v českém znění Tereza Bebarová) jako Maz Kanata
- Billie Lourd (v českém znění Klára Kuklová) jako poručice Connix
- Greg Grunberg (v českém znění Lukáš Jurek) jako Snap Wexley, pilot odboje
- Dominic Monaghan (v českém znění Martin Písařík) jako Beaumont Kin, historik a poručík odboje
- Mike Quinn jako Nien Nunb, poručík a pilot odboje
- Amanda Lawrence (v českém znění Dana Batulková) jako komandérka D'Acy
- Denis Lawson (v českém znění Jiří Havel) jako Wedge Antillies, povstalecký pilot a veterán
- Harrison Ford (v českém znění Jiří Štěpnička) jako Han Solo
- Andy Serkis (v českém znění Jan Šťastný) jako Snoke (jen hlas)
- James Earl Jones (v českém znění Jiří Klem) jako Darth Vader (jen hlas)
- Ewan McGregor (v českém znění Saša Rašilov) jako Obi-Wan Kenobi (jen hlas)
- Hayden Christensen (v českém znění Bohumil Švarc mladší) jako Anakin Skywalker (jen hlas)
- Frank Oz (v českém znění Bohuslav Kalva)jako mistr Yoda (jen hlas)
- Ashley Eckstein (v českém znění Sára Nygrýnová) jako Ashoka Tano (jen hlas)
- Freddie Prinze Jr. (v českém znění Petr Lněnička) jako Kanan Jarrus (jen hlas)
- Liam Neeson (v českém znění Jaromír Meduna) jako Qui-Gon Jinn (jen hlas)
- Mary Oyaya (v českém znění Lucie Svobodová) jako Luminara Unduli (jen hlas)
- Jennifer Hale (v českém znění Sabina Laurinová) jako Ayla Secura (jen hlas)
- Angelique Perrin (v českém znění Antonie Talacková) jako Adi Gallia (jen hlas)
- Samuel L. Jackson (v českém znění Pavel Rímský) jako Mace Windu (jen hlas)